# Csonka kontytető

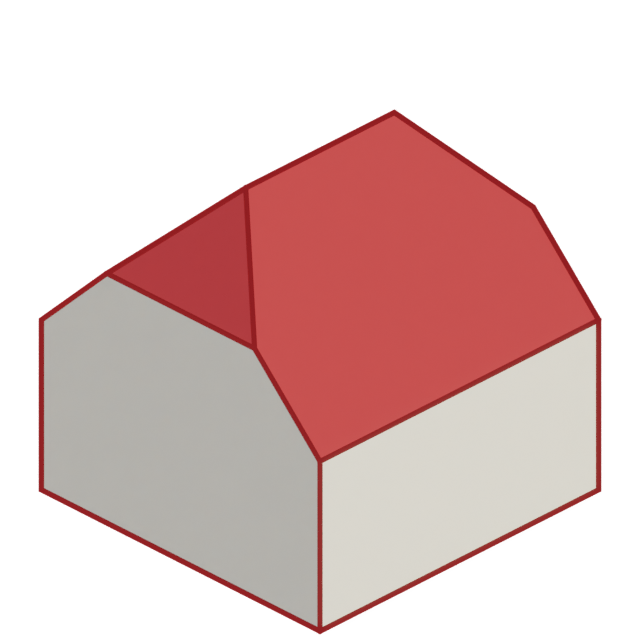
Csonka kontytető vázlata

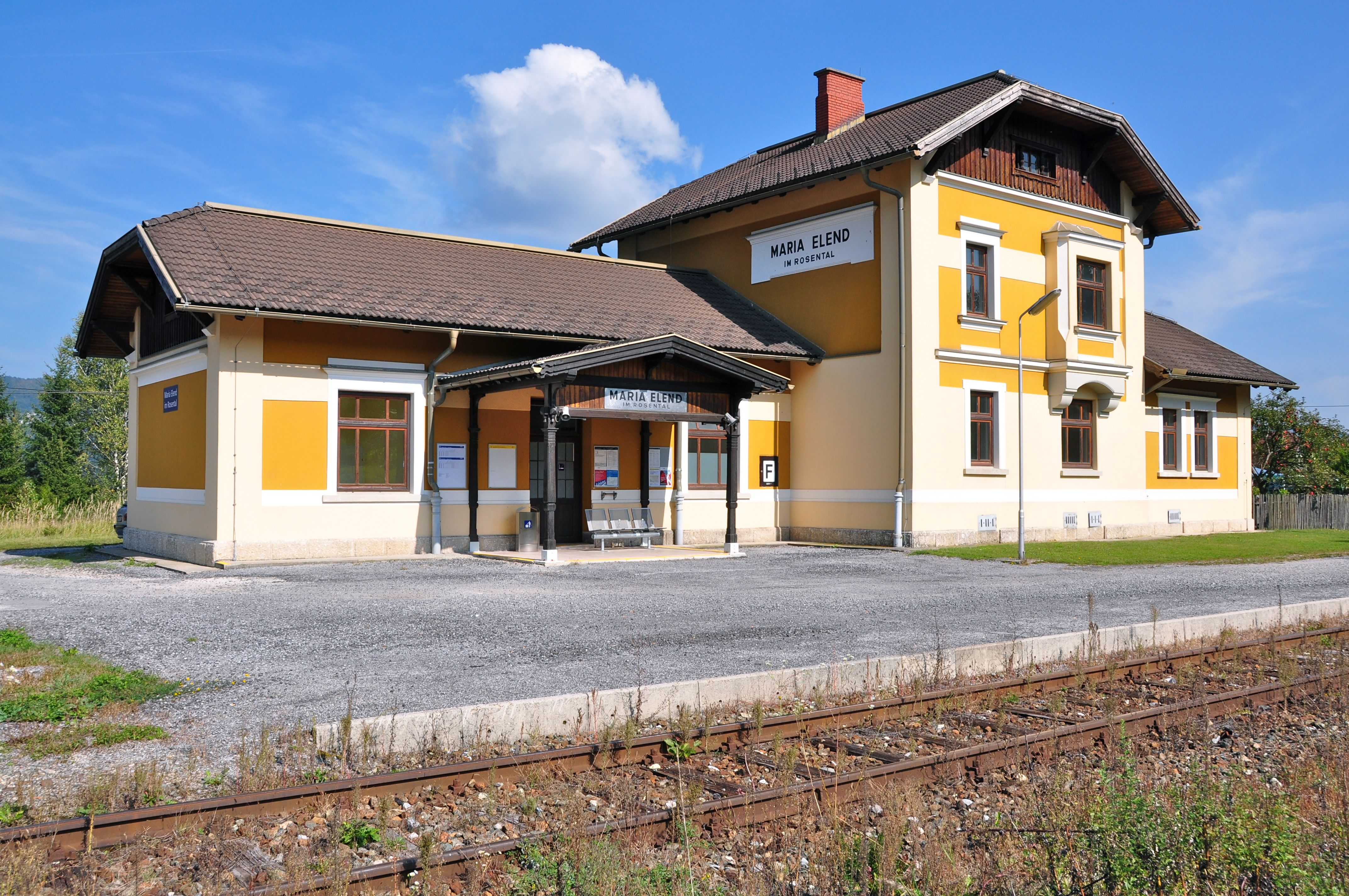
A Maria Elend pályaudvar többszintes csonka kontyteteje Sankt Jakob im Rosentalban

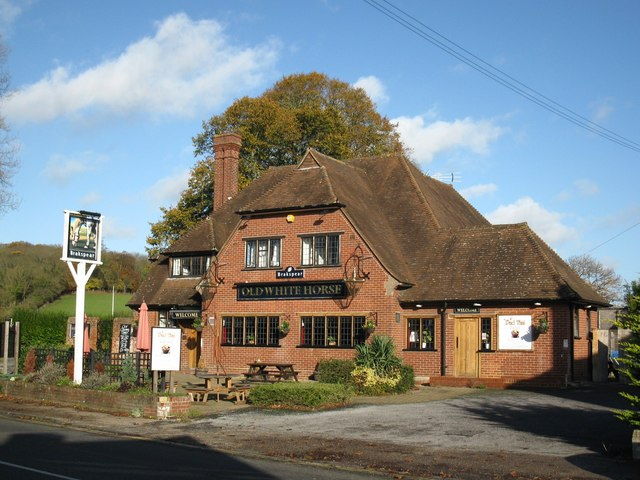
Az Öreg Fehér Ló ház Fair Mile-ben (Henley-on-Thames, Oxfordshire)

A  csonka kontytető a sík magastetők egyik, alak szerinti fajtája. A négy azonos vagy különböző hajlású, összemetsző tetősíkkal és gerinccel határolt, többé-kevésbé derékszögű négyszög alaprajzú kontytetőnek az a fajtája, amelyben a ház elején a homlokzat felső harmadáig, közepéig előre lejtő tetősíkot képeznek ki az első szarufapár módosításával. A csonkakonty a függőleges oromzat alsó részét szabadon hagyja, vagyis hasonlít a kontytetőhöz, amelynek kontyolása a gerincig ér.
Kontyolt tető, amelyben a gerincvonal két végén egy-egy letörés kezdődik, de nem ér le a talpszelemenig.

## Tájnevei
Az Alföld nagy részén kanfaros, a Felső-Tiszavidéken félsvábos tető a neve, megkülönböztetve ezzel a svábosnak nevezett oromzatos kontytetőtől (oromfalas nyeregtetőtől).

## Története
Szerte Európában ismert, átmeneti tetőforma volt, amely elsősorban a hagyományosan kontytetős vidékeken terjedt el — szórványosan másutt is a 19. század második felében, amikor ennek a típusnak a virágkora volt. A Dunántúl délnyugati részén már a 19. század elején is kimutatható. Elsődlegesen esztétikai szerepe volt, amit jól mutat az is, hogy szinte kizárólag a lakóház utcai frontján találhatjuk meg.

## Helyi változatai
Jellegzetes megjelenési formája a csak Göcsejben és az Őrségben ismert, L alakú házak fölé boruló hatalmas csonkakontyos tető.

## Fajtái[1]
A füstlyukas tető (alsó csonkakontyos tető) Észak-Magyarország jellegzetes tetőformája volt. A ház eleje voltaképpen kontyos volt, vagyis a ház elejét a falig lenyúló tetősík fedte, felső részén a gerinc alatt azonban kisebb, háromszög alakú, függőleges nyílást hagytak a füst kivezetésére. Ez a megoldás eredetileg a kémény nélküli házakhoz kötődött, ahol a padlástérbe vezetett füst ezen az oromzati nyíláson távozhatott. A 19. században e vidéken még általánosan elterjedt lehetett, majd a füstelvezetés megoldásával visszaszorult.
A vízvetős tető a füstlyukas tető továbbfejlesztése. A kémény megépültével ugyanis a füstlyukat lezárták és a felső oromzat fokozatosan megnagyobbodott. Ettől a kontytető alsó síkja keskeny vízvetővé csökevényesedett, ami már sokkal inkább díszítő, mintsem a homlokzatot védő elem. Az oromfal közepéig, alsó harmadáig érő vízvetős tetőre jó példa Hollókő híres épületegyüttese, míg az egy-két tetősornyi szélességű vízvetős tetőket Perkupa és környékének lakóházai példázzák. A vízvetős és a füstlyukas tető a magyar népi építészetben a felföldi magyarság és a szomszédos szlovák lakosság jellegzetes tetőformája, aminek eredete feltehetően a felvidéki szász városok polgárházainak hatásában keresendő.